# Ernst-Günther Mohr

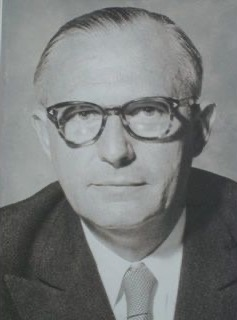
Ernst Günther Mohr (1975)

Ernst-Günther Mohr (* 9. September 1904 in Waldheim; † 1. April 1991 in Bonn) war ein deutscher Botschafter.

## Leben
Mohr besuchte das Staatsgymnasium Chemnitz. Nach dem Abitur studierte er an der Ludwig-Maximilians-Universität München Rechtswissenschaft. 1925 wurde er im Corps Bavaria recipiert. Als Inaktiver ging er nach Hamburg, Paris und London. An der Universität Hamburg wurde er zum Dr. jur.promoviert. Anschließend war er Gerichtsreferendar in Hamburg. 1929 wurde er in den Auswärtigen Dienst aufgenommen und 1932 an das Generalsekretariat nach Shanghai entsandt. 1933 wurde er an der Botschaft in Peking akkreditiert, Zum 1. 1935 trat er der NSDAP bei (Mitgliedsnummer 3.500.174). 1936 wurde er nach Nanjing versetzt, wo die Chinesisch-Deutsche Kooperation gepflegt wurde. 1937 war er in der Abteilung Ostasien im Ministerium von Konstantin von Neurath beschäftigt. 1937 wurde er an das Generalkonsulat in Memel entsandt. 1938 war er bei der Protokollabteilung des Auswärtigen Amtes und 1939 an der Botschaft des Deutschen Reichs in Den Haag beschäftigt, wo er an Judendeportationen beteiligt war. 1941 wurde er an die Botschaft des Deutschen Reiches nach Rio de Janeiro entsandt. 1942 wurde er im spanisch verwalteten Tanger akkreditiert. Von 1944 bis 1945 war er wieder in der Wilhelmstraße in Berlin als Referent für Spanien und für die Verbindung zum Oberkommando der Wehrmacht.
Über seine Entnazifizierung ist nichts bekannt. Von 1947 bis 1949 war er Stellvertreter des Leiters einer Abteilung im Deutschen Büro für Friedensfragen in Stuttgart. 1949 wurde er vom Bundeskanzleramt übernommen, wo er als Vertrauensmann der Alliierten Hohen Kommissare wirkte. 1949 war er einen Monat Stellvertreter von Hans-Heinrich Herwarth von Bittenfeld, Protokollchef im Bonner Auswärtigen Amt, als ihn Erica Pappritz ablöste. 1954 wurde Mohr als „Gesandter der Bundesrepublik Deutschland in Caracas“ mit dem Großen Verdienstkreuz der Bundesrepublik Deutschland ausgezeichnet. Im Jahr 1956 war er kurze Zeit Chef des Protokolls im Auswärtigen Amt. 1958 löste Ernst-Günther Mohr in Bern Friedrich Holzapfel als Botschafter ab, der über den bundesdeutschen Parteienfinanzierer Rudolf Ruscheweyh berichtet hatte.
Anschließend war er von 1963 bis 1969 deutscher Botschafter in Argentinien.

## Schriften
- Die Frage der Souveränität in den Mandatsgebieten. Noske, Borna und Leipzig 1928.
- Die unterschlagenen Jahre. China vor Mao Tse-tung. Bechtle, Esslingen 1985, ISBN 3-7628-0442-7.